# Улица Дзержинского (Томск)
У́лица Дзержи́нского — улица в Томске, проходит от Нечевского переулка до улицы Усова.

## История
Заложенный в августе 1848 года храм Преображения Господня определил название улицы — Преображенская (1878). Храм строился около 20 лет и освящение главного престола произошло лишь 14 октября 1868 года.

## Новая история
25 июня 1929 Преображенская улица получила современное название в честь Ф. Э. Дзержинского (1877—1926).
26 марта 1935 года богослужения в Преображенском храме прекращены, а вскоре снесён и сам храм.
Сейчас (2016 год) на улице располагается Кировский районный суд (дом № 58), специализированная школа-интернат (дом № 19) и другие учреждения.
С середины 1990-х на улице располагался Дзержинский рынок (в просторечии, как и вся улица, часто именовался «здержинка», «сдержинка»), из-за которого часть улицы между проспектом Кирова и улицей Карташова являлась пешеходной. Был ликвидирован в 2016 году по поручению мэра. Сейчас на территории бывшего рынка ведется медленное благоустройство: были отремонтированы тротуары, проведена реконструкция зеленых насаждений, произведен ремонт фасадов жилых домов.

## Известные жители
На улице жили многие известные томичи: В. В. Ревердатто — д. 22 и А. В. Адрианов — д. 24, по соседству с ними обоими — Г. Н. Потанин.
В д. 5 снимал в 1909—1910 годах квартиру известный революционный деятель В. В. Куйбышев.
В д. 25 жила семья Кошурниковых, Александр Михайлович Кошурников — инженер, занимался трассированием и проектированием железных дорог в сибирской тайге. Погиб на реке Казыр 3 ноября 1942 года при изыскании трассы от Нижнеудинска до Абакана.

## Достопримечательности
Неподалёку от места снесённого храма Преображения в 2003 году возведена часовня Преображения Господня в память о томичах-ликвидаторах аварии на Чернобыльской АЭС.

## Галерея
- Дом 21 по улице Дзержинского
- Территория бывшего рынка
- Часовня Преображения Господня